# Huy Phong
Huy Phong (1938 – 2011) là một nhạc sĩ nhạc vàng trước năm 1975, nổi tiếng với ca khúc "Thị trấn về đêm" và "Sao đổi ngôi". Ngoài ra, sau năm 1975, ông còn dùng bút danh Hoàng Thơ Huy khi sáng tác nhạc đỏ.

## Cuộc đời
Ông tên thật là Trần Đình Lý, sinh ngày 7 tháng 3 năm 1938 (có nguồn tin ghi sinh năm 1942) tại Tuy Phước, Bình Định trong một gia đình nghèo. Tuy vậy, ông được cha mẹ dạy bài chòi và bắt đầu con đường sáng tác. Đến năm 1957, ông bắt đầu vào Sài Gòn lập nghiệp và học nhạc với nhạc sĩ Hoàng Lang.
Năm 1967, ông cùng một số nhạc sĩ khác chủ trương mở nhóm xuất bản nhạc, cùng với Thùy Linh, Minh Nhựt.
Sau năm 1975, ông quay trở về Nha Trang sinh sống và dùng bút danh "Hoàng Thơ Huy" khi sáng tác nhạc đỏ. Điển hình nhất là "Nha Trang giải phóng". "Tiếng hò trên đồng lúa Tuy Hòa", "La Hai tháng tư",...
Ông qua đời vào ngày 13 tháng 3 năm 2011 tại nhà riêng ở Nha Trang.
Năm 2015, nhà báo Trần Chí Phúc tại đài SBTN nói rằng bài hát "Màu áo hoa rừng" của Y Vân.
Năm 2017, ca khúc "Thị trấn về đêm" của ông xuất hiện trong danh mục 300 bài hát bị cấm tại Tiền Giang.

## Tác phẩm

### Huy Phong
- Anh người lính chiến (Thùy Linh - Huy Phong)
- Bốn phương trời trong mắt em (Thùy Châu - Huy Phong)
- Biết nhau thuở nào (1961) (Thùy Linh - Huy Phong)
- Bình minh vui ca
- Cho anh lời vĩnh biệt (Thu Khanh - Huy Phong)
- Chờ phiên gác đêm (Minh Nhựt - Huy Phong)
- Chuyện mình (Thu Khanh - Huy Phong)
- Cuối đường đợi mong (Tấn An - Huy Phong)
- Cao nguyên gió lạnh mùa mưa
- Chiều công viên (Huy Phong - Mai Văn Hiền)
- Chiều nhớ bạn
- Chung tình đất nước (Huy Phong - Mai Văn Hiền)
- Dáng em tôi (1958)
- Đếm đầu tay mười năm (Huy Phong - Huỳnh Thanh Tòng)
- Đợi chờ (Huy Phong - Trương Văn Tuyên)
- Đôi ta (Hoàng Lang - Huy Phong) (1961)
- Đồng ruộng miền Nam
- Em yêu màu áo hoa rừng
- Gặp giữa miền cao (1969)
- Hôm nào em ghé thăm tôi (Thùy Linh - Huy Phong) (1961)
- Hương yêu ngày cũ (1970)
- Không có em (Hoàng Thanh - Huy Phong - Thu Khanh)
- Lỗi hẹn (Vĩnh Thanh - Huy Phong)
- Màu áo hoa rừng (1961) (Thùy Linh - Huy Phong)
- Miền Nam nắng sáng
- Mưa buồn
- Nhớ ánh trăng xưa
- Nhớ Cần Thơ
- Những vòng hoa trắng (Thùy Linh - Huy Phong)
- Qua chuyến đò đêm
- Sao đổi ngôi (1971) (Huy Phong - N. H.)[10]
- Thành phố của em (1970)
- Thị trấn về đêm (1970)
- Tình bọt nước (1971)
- Tìm lại ngày qua (Huy Phong - Vĩnh Thanh)
- Tiếng buồn dương liễu (Huy Phong - Anh Bằng)

### Hoàng Thơ Huy
- Bài ca Phú Khánh
- Bài ca trên vịnh Thần Tiên
- La Hai tháng tư
- Nhớ Xê Kông
- Nha Trang giải phóng
- Tiếng hò trên đồng lúa Tuy Hòa (Hoàng Thơ Huy - Vũ Trung Uyên)